# Plukenetia loretensis
Plukenetia loretensis är en törelväxtart som beskrevs av Ernst Heinrich Georg Ule. Plukenetia loretensis ingår i släktet Plukenetia och familjen törelväxter. Inga underarter finns listade i Catalogue of Life.